# Eberhard Krell
Eberhard Krell (* 12. November 1938 in Bottrop; † 27. September 2006 in Ehingen) war ein deutscher Kommunalpolitiker der SPD. Er war von 1972 bis 1976 Bürgermeister und von 1976 bis 1981 Oberbürgermeister der Stadt Wilhelmshaven.

## Leben
Krell lernte den Beruf des Modelltischlers. Im Alter von 19 Jahren trat er der SPD bei. Mit 20 Jahren war Krell der jüngste hauptamtliche Gewerkschaftssekretär in der Bundesrepublik Deutschland. Im Jahr 1961 kam er nach Wilhelmshaven und wurde Geschäftsführer der Gewerkschaft Handel, Banken und Versicherungen. Später wechselte Krell in die Privatwirtschaft und wurde Betriebsleiter der Wilhelmshavener Tank- und Schiffsreinigungsgesellschaft.
Krell blieb weiter in der SPD tätig und wurde SPD-Stadtbezirksvorsitzender im Wilhelmshavener Ortsteil Altengroden. Mit 29 Jahren wurde er erstmals in den Rat der Stadt gewählt. Weitere Ämter waren stellvertretender SPD-Unterbezirksvorsitzender und Fraktionsvorsitzender im Stadtrat. Im Jahr 1972 wurde er mit 34 Jahren zum ehrenamtlichen Bürgermeister gewählt und gehörte damit zu jüngsten Bürgermeistern in Niedersachsen.
In seiner Bürgermeisterzeit unterstützte er den erkrankten Oberbürgermeister Arthur Grunewald und übernahm einen Großteil seiner Aufgaben. Im Jahr 1976 wurde er zum Nachfolger Grunewalds als Oberbürgermeister gewählt. In seine Bürgermeisterzeit entstanden die großen Industrieansiedlungen an der Außenjade im Osten Wilhelmshavens. Er hat diese Ansiedlungen neben dem damaligen Oberstadtdirektor Gerhard Eickmeier maßgeblich beeinflusst.
Über die Aktivitäten bei den Ansiedlungen erschien im Jahr 1983 das Buch „Dreckiger Sumpf“ mit dem Untertitel „Konzerne, Kommunen, Korruptionen“, in dem über Filz und Korruption im Zusammenhang mit den Ansiedlungen berichtet wurde. Die Buchveröffentlichung führte letztendlich am 22. März 1984 zur Abwahl des Oberstadtdirektors Gerhard Eickmeier.
Im Jahr 1984 schied Krell nach 16 Jahren Ratszugehörigkeit aus dem Rat der Stadt aus und wechselte zum regionalen Energieversorgungsunternehmen Thüga in Baden-Württemberg. Krell lebte seitdem im baden-württembergischen Ehingen, einem Ortsteil der Gemeinde Mühlhausen-Ehingen.
Krell war verheiratet und hatte drei Kinder.